# Myrtle Beach
Myrtle Beach er en by i den østlige del af delstaten South Carolina i USA. Byen har et indbyggertal på 35.682 (2020) indbyggere.
Den er administrativt centrum i det amerikanske county Horry County.